# Benito Sánchez Alonso
Benito Sánchez Alonso (Santiago de Compostela, 1 de octubre de 1884 – Madrid, 13 de marzo de 1967) fue un historiador y bibliotecario español, archivero del ducado de Fernán Núñez, bibliotecario del Ateneo de Madrid y del Centro de Estudios Históricos, así como consejero del Patronato Saavedra Fajardo del Consejo Superior de Investigaciones Científicas (CSIC). Su aportaciones más relevantes se operan en el campo de la historiografía española e hispanoamericana.

## Biografía
Siendo su padre profesor de instituto, se trasladó la familia a Zamora donde Benito realizó el bachillerato. Disfrutando de una beca del Colegio Mayor de San Salvador, el 18 de octubre de 1904 se licenció en Filosofía y Letras por la Universidad de Salamanca y se doctoró por la Universidad Central de Madrid. Colaboró en el Centro de Estudios Históricos con materias de filología latina, ejerciendo una labor docente en la Residencia de Estudiantes y en cursos para extranjeros.
El 18 de abril de 1908 mediante oposición logra el acceso al Cuerpo Facultativo de Archiveros, Bibliotecarios y Arqueólogos. Su primer destino fue el Archivo de la Delegación de Hacienda de Toledo donde permanece hasta 1911. 
Desde el 23 de junio de 1911, mediante traslado, está ya en la Biblioteca Nacional de España. El 14 de noviembre de 1922 consigue mediante concurso una plaza de la Biblioteca de la Junta para Ampliación de Estudios e Investigaciones Científicas, incorporada este año al Cuerpo Facultativo. 
En 1939 se convierte en la Biblioteca del Patronato Menéndez Pelayo dentro del Consejo Superior de Investigaciones Científicas, y permanece en la misma hasta el 30 de octubre de 1954 que se jubila.

## Obras y publicaciones
Destaca especialmente dentro de su obra la bibliografía histórica con la publicación de las Fuentes para la historia española e hispanoamericana, que contó con tres ediciones, y se convirtió en un punto de referencia obligado. Sobre esta experiencia publicará después la Historia de la historiografía española demostrando el conocimiento adquirido.
Desde 1913 estaba colaborando con el Centro de Estudios Históricos, bajo la dirección de Ramón Menéndez Pidal, y también se encargó de la organización de la sección de bibliografía de la Revista de Filología Española.

### Libros
- 1919: Fuentes de la historia española. Ensayo de bibliografía sistemática de las monografías impresas que ilustran la historia política de España, excluidas sus relaciones con América, Madrid, Imprenta Clásica Española.[1]
- 1927: Fuentes de la historia española e hispanoamericana. Ensayo de una bibliografía sistemática de impresos y manuscritos que ilustran la historia política de España y sus antiguas provincias de Ultramar, Madrid, Junta para Ampliación de Estudios e Investigaciones Científicas, Centro de Estudios Históricos, 2 ts. (3ª ed. 1952 con 3 vols.).
- 1924: Crónica del obispo don Pelayo, Madrid, Imprenta Hernando.
- 1925: «Las versiones en romance de las crónicas del Toledano», en VV. AA., Homenaje ofrecido a don Ramón Menéndez Pidal: miscelánea de estudios lingüísticos, literarios e históricos, t. I, Madrid, Librería y Casa Editorial Hernando, págs. 341-354.
- 1941: Historia de la historiografía española. Ensayo de un examen de conjunto, Madrid, CSIC, 1941, 3 vols.[1]
- 1947: El mundo y España. Síntesis histórica universal- nacional, Madrid, Gráficas Nebrija, 1947.
- 1953: «La literatura histórica en el siglo xvi» y «La literatura histórica en el siglo xvii», en G. Díaz-Plaja (dir.), Historia General de las Literaturas Hispánicas, t. III, Barcelona, Barna, 1953, págs. 299-322 y págs. 325-338

## Premios y reconocimientos
- Encomienda de la Orden de Alfonso X el Sabio.[3]